# Mirnaya
Mirnaya en ruso: Мирная es una variedad cultivar de ciruelo (Prunus domestica), de las denominadas ciruelas europeas,
una variedad de ciruela obtenida en la "Estación Experimental de Horticultura de Kúibyshev". Las frutas tienen un tamaño muy grande, forma ampliamente redondeados, siendo el color púrpura oscuro, cubiertos con una fuerte capa cerosa, la piel es densa, y pulpa de color amarillo verdoso, tierna fibrosa, muy jugosa, dulce, el jugo es incoloro.

## Sinonimia
- "Мирная",
- "Pacífico",
- "Слива Мирная",
- "Sliva Mirnaya".[3][5]

## Historia
'Mirnaya' es una variedad de ciruela que la obtuvo el obtentor E.P. Finaev en la "Estación Experimental de Horticultura de Kúibyshev" mediante el cruce de la variedad 'Skorospelka Krasnaya' como "Parental Madre" x el polen de 'Renklod Bave' como "Parental Padre".
'Mirnaya' está inscrita en el Registro Estatal en 1971 para las regiones del Volga Medio y el Bajo Volga.

## Características
'Mirnaya' es un árbol vigoroso y de rápido crecimiento. La copa es ovalada redondeada, de densidad media. La fructificación se produce en ramas anulares y en ramas de 2 a 3 años. La corteza del tronco y las ramas principales es lisa, de color marrón grisáceo. Los brotes son medianos, rectos, de color rojo oscuro y desnudos. Presenta pocas lenticelas, de tamaño mediano y de color amarillo. Las hojas son medianas de largo y ancho, ovoides, de punta corta, de color verde oscuro, ligeramente pubescentes y mate. El limbo es plano y gradualmente se transforma en una nariz; la base es redondeada, sin pubescencia. El borde de la hoja es serrado crenado. El pecíolo es de longitud y grosor medianos, pigmentado. Las estípulas son cortas y de caída temprana. Las glándulas son medianas, escasas y amarillas. Inflorescencia con flores triples y dobles. Flores medianas y blancas. La variedad es bastante autofértil. Los mejores polinizadores son: 'Skorospelka Krasnaya', 'Zhiguli', 'Kuibyshevskaya Sinyaya' y 'Ternosliva Kuibyshevskaya'.
'Mirnaya' tiene frutos de tamaño grande, uniformes, siendo su peso promedio de 30,8 gr, de forma redonda, con el ápice redondeado y la base sin depresión, siendo el color morado oscuro, sólido,  presenta numerosos puntos subcutáneos blancos, la piel tiene una consistencia mediana, con una fuerte capa de pruina, fácil de separar del fruto; la sutura ventral es pequeña, apenas perceptible; pedúnculo es de longitud y grosor medianos, se separa fácilmente de la rama, la unión al hueso es débil; la pulpa es amarillo verdoso, tierna y jugosa, el jugo es incoloro, y el sabor es agridulce. Los frutos contienen 16,7 % de materia seca, 10,12 % de azúcar, 1,97 % de acidez y 10,66 mg/100 g de ácido ascórbico.
Hueso es semi adherente, se separa fácilmente de la pulpa.
El fruto madura en la primera y segunda década de septiembre.

## Usos
Una variedad de frutos aptos para consumo en fresco.

## Susceptibilidades
Los árboles presentan buena resistencia al invierno. La resistencia al invierno de los botones florales de 'Mirnaya' es mayor que la de 'Skorospelka Krasnaya'. La variedad es resistente a la sequía; no sufrió sequías en años secos, produciendo frutos con un desarrollo normal. Los árboles no sufrieron desprendimiento de goma. 
Los frutos también son resistentes a las enfermedades. Se observaron daños parciales por la polilla de la ciruela. La variedad se propaga mediante injerto en portainjertos de 'Skorospelka Krasnaya' y 'Ternosliva Kuibyshevskaya'. 
Ventajas de la variedad: alto rendimiento anual, buena resistencia al invierno, frutos de gran tamaño y excelente sabor. 
Desventajas de la variedad: maduración irregular de los frutos.